# Bundesstraße 190n
Die Bundesstraße 190n (Abkürzung: B 190n) ist eine geplante Bundesstraße in Niedersachsen, Sachsen-Anhalt und Brandenburg.
Sie soll den geplanten Lückenschluss der A 39 mit dem ebenfalls geplanten Lückenschluss der A 14 verbinden. In der Weiterführung ist eine Anbindung an die A 24 geplant. Die Bundesstraße 190n ist somit Teil der sogenannten „Hosenträgervariante“. Die Planungen sollen frühestens 2027 weiter verfolgt werden.

## Geplanter Verlauf
Die Trasse wird in Ost-West-Richtung verlaufen und den Bereich bei Salzwedel und Seehausen (Altmark) tangieren. Nördlich von Havelberg soll die Querung von Elbe und Havel erfolgen. Von Havelberg soll die Trasse nach Kümmernitz weitestgehend dem Verlauf der bestehenden Landesstraße folgen. In Brandenburg soll der Ort Breddin, gemäß dem abgeschlossenen Raumordnungsverfahren, östlich umgangen werden. Im weiteren Verlauf soll die Berlin-Hamburger Bahntrasse gequert werden und die Straße nördlich der Bahnstrecke an den Orten Stüdenitz und Zernitz vorbeigeführt werden. Kurz vor Neustadt (Dosse) schwenkt die Linienführung von der Bahntrasse nach Norden weg, um ein Naturschutzgebiet zu umgehen, und mündet dann zwischen Kampehl und Neustadt (Dosse) auf die B 102. Von dort ist dann über Bückwitz und die B 167 die A 24 bei Neuruppin zu erreichen.
Zwischen der A 39 und der A 14 ist für die B 190n ein dreistreifiger Querschnitt (zwei Richtungsfahrstreifen und wechselseitige Überholstreifen) vorgesehen, während sie westlich der A 39 (zur B 191) und östlich der A 14 nur zweistreifig gebaut werden soll.

## Zeitliche Abfolge
Nachdem im Sommer 2005 die Umweltverträglichkeitsstudie gestartet worden war, begann man 2006 mit der Linienplanung der B 190n.
Im Frühjahr 2007 wurde durch die Straßenbauverwaltung des Landes Sachsen-Anhalt eine Vorzugslinie bestimmt und in der 2. Hälfte 2007 mit dieser Vorzugsvariante und zwei weiteren das  Raumordnungsverfahren für die etwa 100 Kilometer lange Querspange durchgeführt. Im Ergebnis dessen wurde im April 2008 der Antrag auf Linienbestimmung beim Bundesverkehrsministerium gestellt. Am 15. April 2011 wurde durch Enak Ferlemann, Parlamentarischer Staatssekretär beim Bundesminister für Verkehr, Bau und Stadtentwicklung, die Linienbestimmung für Abschnitt zwischen der A 39 und der A 14 bekannt gegeben.

## Protest
In Brandenburg formierte sich Protest gegen den dortigen Abschnitt der Bundesstraße zwischen der Landesgrenze zu Sachsen-Anhalt im Westen und der A 24. Die Bürgerinitiative Contra B 190n sammelte Unterschriften gegen das Projekt und befürwortet eine andere Trassenführung. Gänzlich gegen die B 190n ist das Bundesumweltministerium, das eine Brücke bei Havelberg ablehnt und somit die B 190n östlich der A 14 in Frage stellt.